# Thout
Thout (in copto: Ⲑⲱⲟⲩⲧ, Thout), conosciuto anche come Thoth (in greco: Θωθ, Thōth) e Tut (in arabo: توت), è il primo mese dei calendari egizio e copto. Nel calendario Gregoriano, Thout corrisponde al periodo che va dall'11 settembre al 10 ottobre.
Nell'antico Egitto, il mese di Thout era anche primo mese della stagione dell'Akhet ("inondazione"), il periodo in cui le acque del Nilo inondavano i campi e la terra circostanti, cosa che fecero fino alla costruzione della diga di Assuan, inaugurata nel 1970.

## Nome
Il nome del mesi di Thout deriva da quello di Thot, antica divinità egizia della magia e della scienza, inventore, tra le altre cose, della scrittura, patrono degli scribi nonché colui che "progettò le stagioni, i mesi e gli anni". Thot presiedeva inoltre le "Case della Vita", centri di studio legati ai templi dove gli scribi, i sacerdoti e i bambini studiavano discipline magiche e scientifiche, e dove venivano ricopiati testi concernenti la magia o la liturgia.

Il nome in lingua egizia era: 
| G26 | X1 · Z4 |

 (Ḏḥwtj).

## Sinassario copto del mese di Thout
Di seguito il sinassario del mese:
| Copto   | Giuliano    | Gregoriano   | Commemorazioni |
| ------- | ----------- | ------------ | --- |
| Thout 1 | Agosto 29   | Settembre 11 | - Inizio del nuovo anno copto (festa di El-Nayrouz). - Martirio di San Bartolomeo, apostolo. - Deposizione di Sant'Avilio, terzo Papa di Alessandria.                                                                               |
| 2       | 30          | 12           | - Martirio di San Giovanni Battista. - Martirio di San Dasya, soldato. |
| 3       | 31          | 13           | - Convocazione del santo sinodo di Alessandria sotto il papato di San Dionisio, 14º Papa di Alessandria, nel 243. - Ricordo del terremoto che colpì Il Cairo e la maggior parte delle città egiziane nel 1112.                      |
| 4       | Settembre 1 | 14           | - Deposizione di Santa Verena. - Deposizione di San Macario II, 69º Papa di Alessandria. |
| 5       | 2           | 15           | - Martirio di Santa Sofia. |
| 6       | 3           | 16           | - Deposizione del profeta Isaia. - Martirio di San Basilissa. |
| 7       | 4           | 17           | - Deposizione di San Dioscoro il Confessore, 25º Papa di Alessandria. - Deposizione di San Severiano, vescovo di Gabala, in Siria. - Martirio di Santa Rebecca e dei suoi bambini, i Santi Agatone, Pietro, Giovanni, Amun e Amuna. |
| 8       | 5           | 18           | - Deposizione del profeta Mosè. - Martirio del sacerdote Zaccaria. - Martirio di San Diomede (Dimides). |
| 9       | 6           | 19           | - Martirio di San Pisora, vescovo di Masil. - Miracolo di Colossi, in Frigia. |
| 10      | 7           | 20           | - Martirio di San Matruna. - Commemorazione di San Basin e dei suoi figli. |
| 11      | 8           | 21           | - Martirio di San Basilide (Wasilides), prete. - Memoria di Cornelio, centurione. - Deposizione di Santa Teodora. |
| 12      | 9           | 22           | - Memoria di San Michele Arcangelo. - Convocazione del terzo concilio ecumenico di Efeso, nel 431. - Traslazione delle reliquie di San Clemo (Aklimos) e dei suoi compagni.                                                         |
| 13      | 10          | 23           | - Deposizione di Papa Matteo II, 90º Papa di Alessandria. - Memoria del miracolo compiuto da San Basilio il Grande, vescovo di Cesarea in Cappadocia.                                                                               |
| 14      | 11          | 24           | - Deposizione di Sant'Agatone lo stilita. |
| 15      | 12          | 25           | - Traslazione delle reliquie di Santo Stefano, protomartire. - Memoria di San Leonzio di Siria. |
| 16      | 13          | 26           | - Dedicazione della Basilica della Resurrezione (Santo Sepolcro). - Traslazione delle reliquie di San Giovanni Crisostomo. - Deposizione di Hegumen Yakoub Saleeb Al-Masoodi.                                                       |
| 17      | 14          | 27           | - Solennità dell'Esaltazione della Santa Croce; Sacro Triduo. - Deposizione di Santa Teognosta. |
| 18      | 15          | 28           | - Secondo giorno della festa della Santa Croce. - Martirio di San Porfirio. - Martirio di Santo Stefano, prete, e San Niceta (Niketa).                                                                                              |
| 19      | 16          | 29           | - Terzo giorno della festa della Santa Croce. - Memoria di San Gregorio l'Illuminatore, Patriarca di Armenia. |
| 20      | 17          | 30           | - Deposizione di Sant'Atanasio II, 28º Papa di Alessandria. - Deposizione di Santa Teopista. - Martirio di Santa Melitina, vergine.                                                                                                 |
| 21      | 18          | Ottobre 1    | - Memoria della Santa Vergine Maria, Madre di Dio. - Martirio di San Cipriano e Santa Giustina. |
| 22      | 19          | 2            | - Martirio de Santi Cotila (Kobtlas), sua sorella Axoua e il suo amico Tatas. - Martirio di San Giulio di Aqfahs (El-Akfehasi), redattore del Martirologio Copto.                                                                   |
| 23      | 20          | 3            | - Martirio di Sant'Eunapio (Onanius) e di Sant'Andrea. - Martirio di Santa Tecla. - Riapertura della chiesa della Santa Vergine ad Haret al-Rum (Il Cairo).                                                                         |
| 24      | 21          | 4            | - Deposizione di San Gregorio l'asceta. - Martirio di San Codrato, uno dei settanta discepoli. |
| 25      | 22          | 5            | - Deposizione del profeta Giona. - Martirio di San Maurizio, comandante della leggendaria legione tebana. |
| 26      | 23          | 6            | - Annunciazione a San Zaccaria della nascita di San Giovanni Battista. |
| 27      | 24          | 7            | - Martirio di Sant'Eustatio e dei suoi due figli. |
| 28      | 25          | 8            | - Martirio di Sant'Apater (Abadir) e di sua sorella Santa Herai (Eraee) |
| 29      | 26          | 9            | - Martirio di Santa Ripsima (Arbsima), vergine, di Santa Gaiana e delle sue sorelle vergini. |
| 30      | 27          | 10           | - Memoria del miracolo che Dio ha compiuto per Sant'Atanasio il Grande, 8º Papa di Alessandria. |